# ديدروجستيرون
ديدروجيستيرون(بالإنجليزية: Dydrogesterone)‏هو مركب كيميائي يتوفر على شكل أقراص يباع تحت اسم العلامة التجارية دوفاستون وهو يعمل بنفس عمل الهرومون الانثوي بروجستيرون،

## الاستعمال
ديدروجيستيرون يستعمل لمعالجة
- عسر الطمث لدى النساء
- الإجهاض المهدد والمتكرر لدى النساء اللاتي لديهن نقص بهرمون البروجسترون
- العقم الناتج عن نقص الجسم الأصفر الموجود في المبيض

## الآثار الجانبية
- عدم انتظام الدورة الشهرية
- نزيف
- صداع
- غثيان

## الاستقلاب
يتم إستقلاب دوفاستون في الكبد.

## توافر المستحضر
دوفاستون يتوفر على شكل أقراص 10ملغ ويؤخذ عن طريق الفم.